# Freeport-McMoran
Freeport-McMoran Inc., stiliserat som Freeport-McMoRan Inc., är ett amerikanskt multinationellt gruvföretag som har verksamheter i Chile, Indonesien, Peru och USA. De bryter främst guld, koppar och molybden i sina gruvor. Företaget är världens största icke-statliga producent av koppar med 9% av världsmarknaden.
Företaget grundades 1981 när gruvföretaget Freeport Minerals fusionerades med petroleumbolaget McMoran Oil & Gas Company (stiliserat som McMoRan Oil & Gas Company).
De har sitt huvudkontor i Phoenix i Arizona.

## Närvaro
Freeport-McMoran har närvaro på följande platser:
| USA - Arizona - Gila County - Graham County - Greenlee County - Yavapai County - Colorado - Clear Creek County - Lake County - New Mexico - Grant County | Internationellt - Arequipa, Peru - El Loa, Chile - Papua, Indonesien |